# Jocuri Olimpice de iarnă
Jocurile Olimpice de iarnă reprezintă un eveniment sportiv care se desfășoară o dată la 4 ani.
Primele jocuri olimpice de iarnă au avut loc în 1924 în Franța. Până în 1992, jocurile s-au desfășurat în aceiași ani cu jocurile olimpice de vară. Din anul 1994, ele au loc tot la patru ani dar decalate cu doi ani față de jocurile de vară.

## Lista Jocurilor Olimpice de iarnă

Harta locațiilor unde au avut loc Jocurile Olimpice de iarnă. Țările care au fost găzda la o ediție a Jocurilor Olimpice de iarnă sunt colorate cu verde, în timp ce țările care au găzduit două sau mai multe ediții sunt colorate cu albastru.

| Ediții | An   | Țara gazdă | Deschis de | Dată | Națiuni | Competitori | Competitori | Competitori | Sporturi | Evenimente | Ref |
| Ediții | An   | Țara gazdă | Deschis de | Dată | Națiuni | Total | Bărbați | Femei | Sporturi | Evenimente | Ref |
| ------ | ---- | --- | --- | --- | --- | --- | --- | --- | --- | --- | --- |
| I      | 1924 | Chamonix, Franța | Subsecretarul Gaston Vidal | 25 ianuarie – 5 februarie | 16 | 258 | 247 | 11 | 6 | 16 | |
| II     | 1928 | St. Moritz, Elveția | Președintele Edmund Schulthess                                                                                                | 11–19 februarie | 25 | 464 | 438 | 26 | 6 | 14 | |
| III    | 1932 | Lake Placid, Statele Unite ale Americii                                                                                       | Guvernatorul Franklin Delano Roosevelt                                                                                        | 4–15 februarie | 17 | 252 | 231 | 21 | 5 | 14 | |
| IV     | 1936 | Garmisch-Partenkirchen, Germania                                                                                              | Cancelarul Adolf Hitler | 6–16 februarie | 28 | 646 | 566 | 80 | 6 | 17 | |
| 1940   | 1940 | Ar fi trebuit să aibă loc în Sapporo, Japonia, dar n-au fost desfășurate din cauza celui de-Al Doilea Război Mondial          | Ar fi trebuit să aibă loc în Sapporo, Japonia, dar n-au fost desfășurate din cauza celui de-Al Doilea Război Mondial          | Ar fi trebuit să aibă loc în Sapporo, Japonia, dar n-au fost desfășurate din cauza celui de-Al Doilea Război Mondial          | Ar fi trebuit să aibă loc în Sapporo, Japonia, dar n-au fost desfășurate din cauza celui de-Al Doilea Război Mondial          | Ar fi trebuit să aibă loc în Sapporo, Japonia, dar n-au fost desfășurate din cauza celui de-Al Doilea Război Mondial          | Ar fi trebuit să aibă loc în Sapporo, Japonia, dar n-au fost desfășurate din cauza celui de-Al Doilea Război Mondial          | Ar fi trebuit să aibă loc în Sapporo, Japonia, dar n-au fost desfășurate din cauza celui de-Al Doilea Război Mondial          | Ar fi trebuit să aibă loc în Sapporo, Japonia, dar n-au fost desfășurate din cauza celui de-Al Doilea Război Mondial          | Ar fi trebuit să aibă loc în Sapporo, Japonia, dar n-au fost desfășurate din cauza celui de-Al Doilea Război Mondial          | Ar fi trebuit să aibă loc în Sapporo, Japonia, dar n-au fost desfășurate din cauza celui de-Al Doilea Război Mondial          |
| 1944   | 1944 | Ar fi trebuit să aibă loc în Cortina d'Ampezzo, Italia, dar n-au fost desfășurate din cauza celui de-Al Doilea Război Mondial | Ar fi trebuit să aibă loc în Cortina d'Ampezzo, Italia, dar n-au fost desfășurate din cauza celui de-Al Doilea Război Mondial | Ar fi trebuit să aibă loc în Cortina d'Ampezzo, Italia, dar n-au fost desfășurate din cauza celui de-Al Doilea Război Mondial | Ar fi trebuit să aibă loc în Cortina d'Ampezzo, Italia, dar n-au fost desfășurate din cauza celui de-Al Doilea Război Mondial | Ar fi trebuit să aibă loc în Cortina d'Ampezzo, Italia, dar n-au fost desfășurate din cauza celui de-Al Doilea Război Mondial | Ar fi trebuit să aibă loc în Cortina d'Ampezzo, Italia, dar n-au fost desfășurate din cauza celui de-Al Doilea Război Mondial | Ar fi trebuit să aibă loc în Cortina d'Ampezzo, Italia, dar n-au fost desfășurate din cauza celui de-Al Doilea Război Mondial | Ar fi trebuit să aibă loc în Cortina d'Ampezzo, Italia, dar n-au fost desfășurate din cauza celui de-Al Doilea Război Mondial | Ar fi trebuit să aibă loc în Cortina d'Ampezzo, Italia, dar n-au fost desfășurate din cauza celui de-Al Doilea Război Mondial | Ar fi trebuit să aibă loc în Cortina d'Ampezzo, Italia, dar n-au fost desfășurate din cauza celui de-Al Doilea Război Mondial |
| V      | 1948 | St. Moritz, Elveția | Președintele Enrico Celio | 30 ianuarie – 8 februarie | 28 | 669 | 592 | 77 | 4 | 22 | |
| VI     | 1952 | Oslo, Norvegia | Prințesa Ragnhild | 14–25 februarie | 30 | 694 | 585 | 109 | 4 | 22 | |
| VII    | 1956 | Cortina d'Ampezzo, Italia | Președintele Giovanni Gronchi                                                                                                 | 26 ianuarie – 5 februarie | 32 | 821 | 687 | 134 | 4 | 24 | |
| VIII   | 1960 | Squaw Valley, Statele Unite ale Americii                                                                                      | Vicepreședintele Richard Nixon                                                                                                | 18–28 februarie | 30 | 665 | 521 | 144 | 4 | 27 | |
| IX     | 1964 | Innsbruck, Austria | Președintele Adolf Schärf | 29 ianuarie – 9 februarie | 36 | 1091 | 892 | 199 | 6 | 34 | |
| X      | 1968 | Grenoble, Franța | Președintele Charles de Gaulle                                                                                                | 6–18 februarie | 37 | 1158 | 947 | 211 | 6 | 35 | |
| XI     | 1972 | Sapporo, Japonia | Împăratul Hirohito | 3–13 februarie | 35 | 1006 | 801 | 205 | 6 | 35 | |
| XII    | 1976 | Innsbruck, Austria | Președintele Rudolf Kirchschläger                                                                                             | 4–15 februarie | 37 | 1123 | 892 | 231 | 6 | 37 | |
| XIII   | 1980 | Lake Placid, Statele Unite ale Americii                                                                                       | Vicepreședintele Walter Mondale                                                                                               | 13–24 februarie | 37 | 1072 | 840 | 232 | 6 | 38 | |
| XIV    | 1984 | Sarajevo, Iugoslavia | Președintele Mika Špiljak | 8–19 februarie | 49 | 1272 | 998 | 274 | 6 | 39 | |
| XV     | 1988 | Calgary, Canada | Guvernatorul-General Jeanne Sauvé                                                                                             | 13–28 februarie | 57 | 1423 | 1122 | 301 | 6 | 46 | |
| XVI    | 1992 | Albertville, Franța | Președintele François Mitterrand                                                                                              | 8–23 februarie | 64 | 1801 | 1313 | 488 | 7 | 57 | |
| XVII   | 1994 | Lillehammer, Norvegia | Regele Harald al V-lea | 12–27 februarie | 67 | 1737 | 1215 | 522 | 6 | 61 | |
| XVIII  | 1998 | Nagano, Japonia | Imperatorul Akihito | 7–22 februarie | 72 | 2176 | 1389 | 787 | 7 | 68 | |
| XIX    | 2002 | Salt Lake City, Statele Unite ale Americii                                                                                    | Președintele George W. Bush                                                                                                   | 8–24 februarie | 77 | 2399 | 1513 | 886 | 7 | 78 | |
| XX     | 2006 | Torino, Italia | Președintele Carlo Azeglio Ciampi                                                                                             | 10–26 februarie | 80 | 2508 | 1548 | 960 | 7 | 84 | |
| XXI    | 2010 | Vancouver, Canada | Guvernatorul-General Michaëlle Jean                                                                                           | 12–28 februarie | 82 | 2566 | 1522 | 1044 | 7 | 86 | |
| XXII   | 2014 | Soci, Rusia | Președintele Vladimir Putin                                                                                                   | 7–23 februarie | 88 | 2873 | 1714 | 1159 | 7 | 98 | |
| XXIII  | 2018 | Pyeongchang, Coreea de Sud | Președintele Moon Jae-in | 9–25 februarie | 92 | 2992 | 1680 | 1242 | 7 | 102 | |
| XXIV   | 2022 | Beijing, China | Președintele Xi Jinping | 4–20 februarie | | | | | | | |
| XXV    | 2026 | Milano/Cortina d'Ampezzo, Italia                                                                                              | | 6–22 februarie | eveniment viitor | eveniment viitor | eveniment viitor | eveniment viitor | eveniment viitor | eveniment viitor | eveniment viitor |
| XXVI   | 2030 | Alpii francezi, Franța | | | eveniment viitor | eveniment viitor | eveniment viitor | eveniment viitor | eveniment viitor | eveniment viitor | eveniment viitor |
| XXVII  | 2034 | Salt Lake City, Statele Unite                                                                                                 | | | eveniment viitor | eveniment viitor | eveniment viitor | eveniment viitor | eveniment viitor | eveniment viitor | eveniment viitor |

Jocurile olimpice de iarnă  din 1940 și 1944 nu sunt incluse în numărătoare cu numere romane a Jocurilor Olimpice de iarnă.